# 7189 Kuniko
7189 Kuniko este un asteroid din centura principală de asteroizi.

## Descriere
7189 Kuniko este un asteroid din centura principală de asteroizi. A fost descoperit pe 28 septembrie 1992 la Kitami de Kin Endate și Kazuro Watanabe. El prezintă o orbită caracterizată de o semiaxă mare de 2,23 ua, o excentricitate de 0,15 și o înclinație de 3,5° în raport cu ecliptica.